# Sant'Andrea Frius
Sant'Andrea Frius (en sardo: Sant'Andria Friusu) es un municipio de Italia de 1.892 habitantes en la provincia de Cerdeña del Sur, región de Cerdeña. Está situado a 30 km al norte de Cagliari, en el territorio de la Trexenta. Los ríos Coxinas y Cirras, afluentes del río Mannu, fluyen por su irregular relieve geográfico.

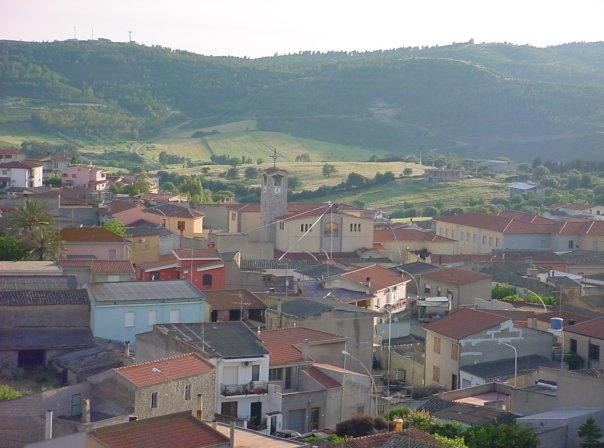
Vista de la localidad.

## Evolución demográfica
| Gráfica de evolución demográfica de Sant'Andrea Frius entre 1861 y 2001 |
|                                                                         |
| Fuente ISTAT - Elaboración gráfica de Wikipedia                         |